# Dåfjorden
Dåfjorden est une localité du comté de Troms, en Norvège

## Géographie
Administrativement, Dåfjorden fait partie de la kommune de Karlsøy.
Dåfjorden est un fjord situé au nord de Ringvassøy dans la municipalité de Karlsøy, dans le comté de Troms et Finnmark en Norvège. Le fjord est long de 11 kilomètres. Il prend naissance des deux côtés de Dåvøya, par Karasundet à l'ouest et Hestholmsundet à l'est, et entre dans la colonie de Dåfjord au fond du fjord.

## Description
Le fjord est cunéiforme et peut atteindre cinq kilomètres de large à l'extrémité de Dåvøya, mais se rétrécit progressivement vers l'intérieur des terres. À l'intérieur du fjord, il s'incurve vers l'est, formant une baie peu profonde d'environ un kilomètre de long appelée Kjosen. Il y a de petits îlots le long des deux côtés du fjord.
Le côté ouest du fjord est une pente relativement raide, interrompue par des baies où se trouvent les agglomérations de Vassbotn et Vatnan, ainsi que quelques fermes éparses comme Sætervik, Steinnes, Myrbukta et Karanes. Le paysage sur le côté est du fjord est plus plat, avec un habitat agricole largement continu. L'établissement le plus proche est le village de Dåfjord, qui s'étend à quelques kilomètres du fond du fjord. Plus loin sur le côté est, on trouve les fermes de Rydningen, Langstrand, Sakariasbukta et Håkaby.

## Routes
La route départementale 303 (Troms) descend jusqu'au fond du fjord. À partir d'ici, des routes municipales longent les deux côtés du fjord, vers Steinnes à l'ouest et vers Langstrand à l'est.

## Industries
Norway Royal Salmon (NRS) a construit un couvoir industriel de saumons à Dåfjord.